# Gaydar (vaardigheid)
Gaydar is de sociale vaardigheid om homoseksuelen, lesbiennes en biseksuelen te herkennen zonder objectieve informatie over hun seksuele geaardheid te weten. Het woord 'gaydar' is een samentrekking van de woorden ‘gay’ (Engels voor homo) en radar.
Gaydar functioneert met name door interpretatie van non-verbale signalen, zoals sociaal gedrag, houdingen en bewegingen, stemgeluid en intonatie, gezichtsuitdrukkingen, kleding en afwijkingen van genderstereotypen. Aangenomen wordt dat deze vaardigheid in principe door iedereen, ongeacht seksuele voorkeur, kan worden ontwikkeld, maar dat deze zich algemeen gesproken sterker manifesteert bij mensen met een homoseksuele oriëntatie. Ter verklaring wordt daarvoor aangevoerd dat homoseksuelen meer bewuste ervaring hebben met sociale interactie met homoseksuelen en hen daardoor sneller herkennen. Bovendien zouden zij meer gemotiveerd zijn om een juiste inschatting te maken van de seksuele oriëntatie van anderen met het oog op het lokaliseren van potentiële partners.
Gaydar als vaardigheid is lang afgedaan als mythe, maar sociaalpsychologisch onderzoek heeft aangetoond dat homoseksuelen inderdaad significant beter in staat zijn homoseksuelen te herkennen op basis van non-verbale informatie dan heteroseksuelen, hoewel zij homoseksuele mannen beter kunnen identificeren dan homoseksuele vrouwen. Welke signalen precies worden opgevangen om tot een conclusie over de geaardheid van de geobserveerde ander te komen, is echter nog onderwerp van studie.